# Форс, Роберт
Роберт Форс (англ. Robert Force) — исполнитель и композитор на аппалачинком дульцимере. Продюсер. Автор книг «In Search of the Wild Dulcimer», «Wild Dulcimer Songbook», «Pacific Rim Dulcimer Songbook».

## Биография
Родился в Порт-Таунсенде, Вашингтон.
Его книга о методах и стилях игры на дульцимере «In Search of the Wild Dulcimer», опубликованная Рэндом Хаус в 1974 году, была продана более 100 000 экземпляров. По словам San Francisco Chronicle, она  «помогла установить стандарты для современных дульцимеров». В 1975 г. книга была переиздана «Amsco Music Pub».
За всю жизнь занятия музыкой, Роберт Форс был приглашен с концертом в Белый дом, выступал на радио с народной музыкой, получил номинацию на Грэмми, выиграл чемпионат Теннесси по игре на дульцимере, был награждён сертификатом Эйнштейна по штату Вашингтон.

## Дискография
| Год  | Название                             | Лейбл                 | Номер по каталогу |
| ---- | ------------------------------------ | --------------------- | ----------------- |
| 1977 | Pacific Rim Dulcimer Project         | Biscuit City Records  | BC1314            |
| 1979 | Crossover                            | Kicking Mule Records  | KM308             |
| 1980 | Crossover                            | Sonet Records         | SNKF168           |
| 1980 | The Art of Dulcimer                  | Kicking Mule Records  | KM217             |
| 1983 | Pacific Rim Dulcimer Project (релиз) | Flying Fish Records   | FF307             |
| 1983 | When the Moon Fell on California     | Kicking Mule Records  | KM318             |
| 1989 | Double Dulcimer Magic                | Gourd Music           | GM107             |
| 1998 | Hands Across the Sea                 | Hand Made Music       | HMM101            |
| 2002 | Tiger Dreams                         | Blaine Street Records | BSR101            |
| 2002 | Transformation                       | Blaine Street Records | BSR102            |
| 2003 | Wellyn                               | Blaine Street Records | BSR103            |
| 2004 | Three Decades                        | Blaine Street Records | BSR104            |
| 2006 | Mama Sunday's                        | Blaine Street Records | BSR105            |
| 2008 | In the Garden of the Gods            | Blaine Street Records | BSR309            |
| 2010 | The Complete Recordings              | Blaine Street Records | BSR158            |
| 2013 | Did You                              | Blaine Street Records | BSR151            |